# Ecosia
Ecosia ist eine Suchmaschine, mit deren Gewinnen ökologische Ziele verfolgt werden. Sowohl Ecosias Suchergebnisse als auch die Suchanzeigen werden von Google oder Microsoft Bing geliefert; damit ist Ecosia eine Proxy-Suchmaschine. Ecosia steht 2023 auf Platz 8 der weltweit meistgenutzten Suchmaschinen, mit einem Marktanteil von 0,15 %. Bis Februar 2024 wurden mehr als 200 Millionen Bäume in mehr als 35 Ländern gepflanzt.
Die Betreiberfirma Ecosia GmbH wurde 2009 gegründet und hat ihren Sitz in Berlin. Das Unternehmen bezeichnet sich selbst als Social Business. 2022 betrug der Umsatz 34,5 Millionen Euro und 2021 beschäftigte Ecosia 97 Mitarbeiter.

## Funktionsweise

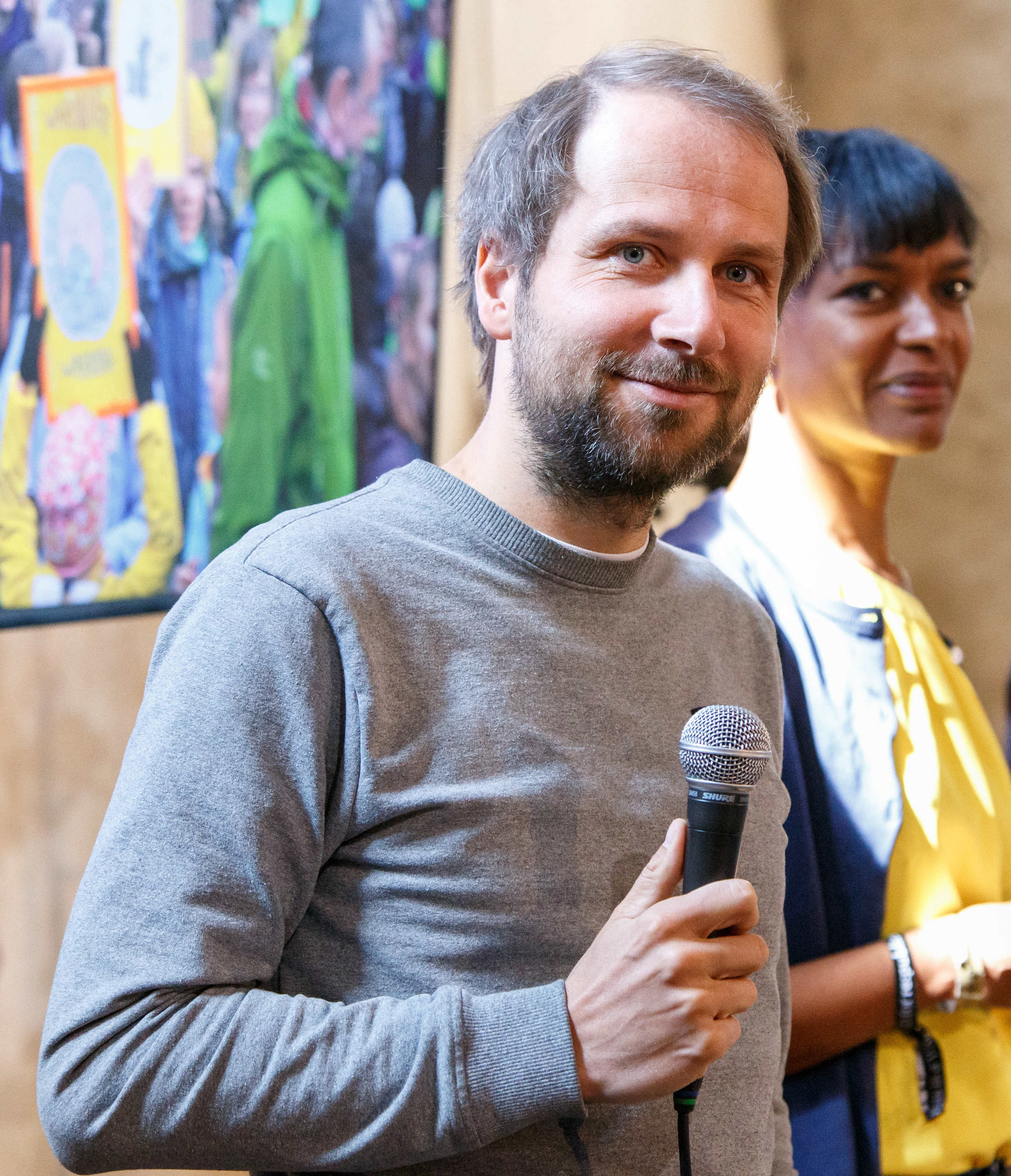
Christian Kroll (2019)

Ecosia ist eine Suchmaschine; bei jeder Anfrage sind die ersten Webseiten, die angezeigt werden, sogenannte Affiliatelinks, also Werbung. Mit den Werbeeinnahmen durch diese Anzeigen werden die operativen Kosten der Firma gedeckt, Überschüsse fließen in die Finanzierung von Baumpflanzprojekten oder ähnlichen Umweltprojekten. Bei jeder Suchanfrage wird ein persönlicher Zähler angezeigt, der signalisiert, wie viele Bäume durch die eigene Nutzung finanziert wurden. Ecosia gibt an, dass durchschnittlich 30 Suchanfragen zu einer Baumpflanzung führen (Stand 2023). 
Seit ca. 2014 wurde die Nachhaltigkeitsampel von WeGreen hinter den Suchergebnissen angezeigt, bei denen für das entsprechende Unternehmen eine WeGreen-Bewertung vorlag. Damit sollten den Nutzern nachhaltige Entscheidungen erleichtert werden. Diese Stempel wurden 2019 ersetzt, nun wird hinter nachhaltigen Unternehmen ein Blatt angezeigt und hinter Umweltsündern ein Kohlekraftwerk. Diese Bewertung erfolgt beispielsweise aufgrund von Umweltlabeln oder der Global Coal Exit List. Zusätzlich wurde der Climate Action Tracker integriert, der die Anstrengungen eines Landes beurteilt, die Treibhausgasemissionen zu senken. 2022 wurde angekündigt, dass bei besonders großen Unternehmen eine stärker differenzierte Bewertung hinsichtlich der Nachhaltigkeit angezeigt werden wird. Die Skala wurde zusammen mit der Technischen Universität Berlin entwickelt.

## Geschichte

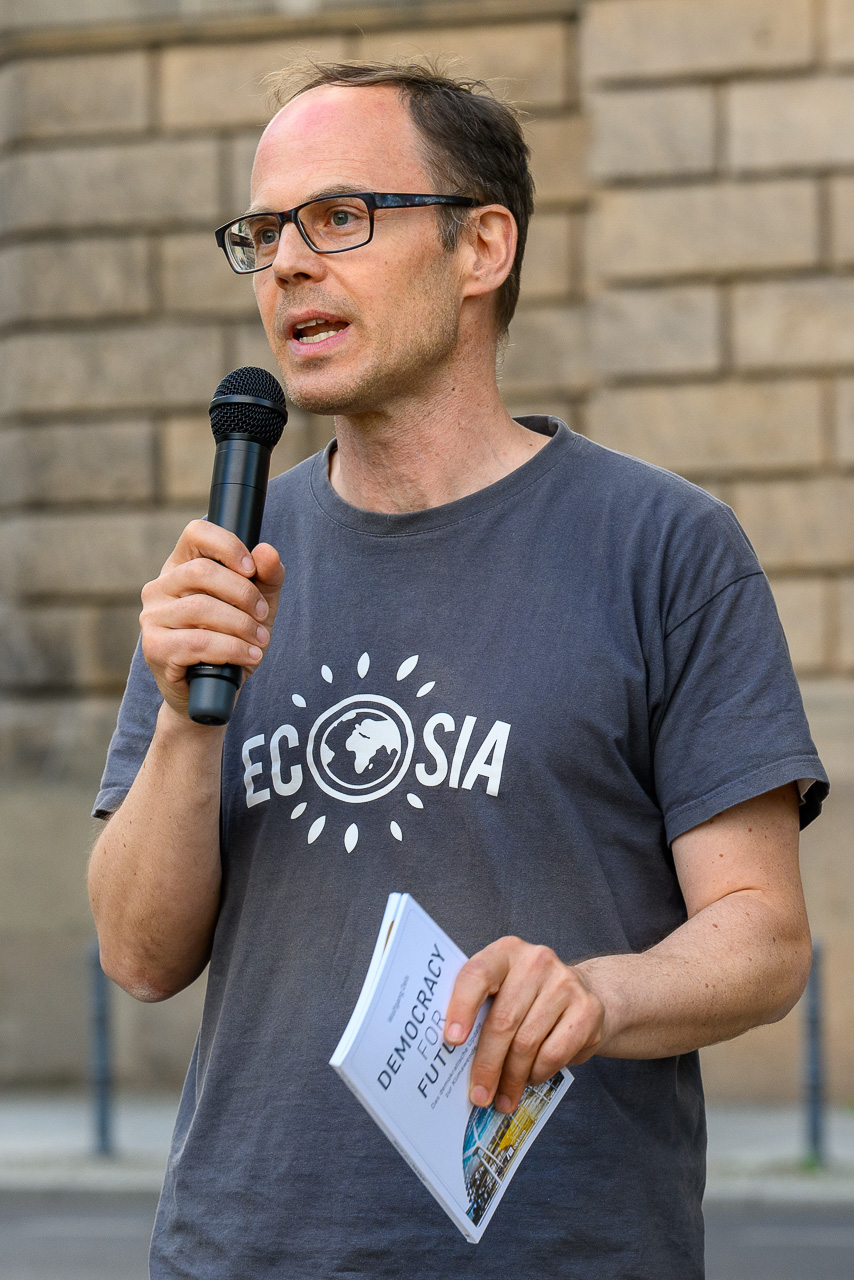
Ecosia-COO Wolfgang Oels beim Klimaprotest vor dem Bundeswirtschaftsministerium (2022)

Die Suchmaschine wurde im Dezember 2009 zur UN-Klimakonferenz in Kopenhagen freigeschaltet. Sie ist ein Projekt von Christian Kroll, der bereits die drei anderen „grünen“ Suchmaschinen OneCentPerSearch, znout und Forestle entwickelt hatte. Am 1. Januar 2011 wurde Forestle im Rahmen eines Relaunchs in Ecosia integriert. Alle Suchanfragen werden seitdem umgeleitet, was u. a. zu einer sprunghaften Erhöhung der Suchanfragen bei Ecosia führte.
Die Suchergebnisse wurden zunächst durch die Suchmaschinen Yahoo! und Microsoft Bing geliefert. Später wurden die Ergebnisse auch mit selbst entwickelten Algorithmen optimiert. Bei jedem Klick auf gesponserte Links gaben Yahoo und Bing einen Teil der Einnahmen an Ecosia weiter. Der genaue Anteil durfte aus vertraglichen Gründen nicht veröffentlicht werden. Nach einiger Zeit arbeitete das Unternehmen nur noch mit Bing zusammen.
Seit April 2014 hat Ecosia das Nachhaltigkeitszertifikat der B Corp.
Im Januar 2015 gab Ecosia bekannt, eine Million Bäume gepflanzt zu haben. Ecosia setzt sich daraufhin das Ziel, bis 2020 eine Milliarde Bäume zu pflanzen. Dieses Ziel wurde bis heute (2023) noch nicht erreicht. Um einen Aufkauf des Unternehmens und Gewinnentnahme zu verhindern, wurden 99 % des GmbH-Kapitals von Ecosia und ein Prozent der Stimmrechte im Oktober 2018 an die Schweizer Purpose Stiftung übertragen. Die Stiftung hat ein Vetorecht gegen alle Unternehmensentscheidungen, die den nachhaltigen Hauptzweck der Firma in Frage stellen würden.
Am 9. Oktober 2018 erregte das Unternehmen Aufsehen mit einem an den Energiekonzern RWE gerichteten öffentlichen Kaufangebot in Höhe von 1.000.000 € für den noch existenten Teil des Hambacher Forstes. RWE lehnte das Angebot am gleichen Tag ab.
Ecosia begann 2018 Solarstrom zu erzeugen und darüber ihre Server klimaneutral zu betreiben. Inzwischen wird nach eigener Aussage doppelt so viel Strom über Photovoltaik erzeugt, wie durch die Suchanfragen verbraucht wird.
Das Unternehmen ist Mitglied im Social Entrepreneurship Netzwerk Deutschland. 2021 beteiligte sich Ecosia an der Gründung des World Funds, eines Wagniskapitalunternehmens.
Seit September 2023 arbeitet Ecosia neben Bing auch mit Google zusammen, um die Suchergebnisse bereitzustellen.
Im November 2024 kündigte Ecosia gemeinsam mit Qwant die Entwicklung eines eigenen Suchmaschinenindex an. Das Gemeinschaftsunternehmen European Search Perspective (EUSP), an dem beide Unternehmen je zur Hälfte beteiligt sind, hat seinen Sitz in Paris. Die Kooperation sei dabei offen für weitere europäische Anbieter. Der Index wurde im August 2025 unter dem Namen Staan veröffentlicht. Französische Nutzer konnten einen Teil ihrer Suchergebnisse bereits direkt aus dem europäischen Index erhalten.

### Anzahl der gepflanzten Bäume
Im Oktober 2017 kam das Unternehmen auf rund 15 Millionen gepflanzte Bäume. Im Januar 2018 gab Ecosia bekannt, insgesamt 20 Millionen Bäume gepflanzt zu haben. Am 12. Juni 2018 erreichte Ecosia 30 Millionen, am 18. Oktober 2018 die Marke von 40 Millionen und am 13. Februar 2019 die Marke von 50 Millionen Bäumen. Im Oktober 2019 hatte Ecosia über 70 Millionen Baumpflanzungen finanziert. Im Juli 2020 wurde die Marke von 100 Millionen Bäumen überschritten und Mitte September 2021 waren es ca. 133 Millionen gepflanzte Bäume. Im Oktober 2023 waren es 180 Millionen Bäume. Am 1. Februar 2024 wurde die 200-Millionen-Bäume-Marke geknackt.

### Browser Add-Ons
Etwa 2013 wurde ein eigenes Add-on mit dem Namen EcoLinks für Firefox und Chrome veröffentlicht. Die Suchergebnisse von beworbenen Unternehmen wurden bei Installation des Add-ons hervorgehoben und weiter oben in den Suchergebnissen platziert, auch in Suchergebnissen anderer Suchmaschinen. Die Betreiber von teilnehmenden Onlineshops zahlen Ecosia eine Provision, in der Regel zwischen 2 und 5 %, wenn ein EcoLink-Benutzer zu einem Shop gelangt und dort etwas kauft.
2013 wurde das Browser-Add-on Treely in EcoLinks integriert; Treely-Nutzer werden seitdem zu den EcoLinks-Ergebnissen umgeleitet. Während EcoLinks mit ca. 10.000 Shops kooperiert, erreichte das Treely-Projekt über 17.000 Partnershops, die ca. 1–5 % des Einkaufswertes an Treely weitergaben.
2014 wurde die Ecosia-Browser-Erweiterung vorgestellt, die es erleichtern soll, die Suchmaschine als Standardsuchmaschine einzurichten; sie existiert bis heute für unterschiedliche Browser.
Sowohl EcoLinks als auch Treely wurden inzwischen eingestellt. 2023 kündigte Ecosia ein neues Add-On mit dem Namen FreeTree an.

### Integration in Webbrowser
In der deutschen Firefox-Version 59, veröffentlicht im März 2018, wurde Ecosia als vorinstallierte Suchmaschine hinzugefügt. Im März 2020 wurde Ecosia als Suchmaschinen-Option in Google Chrome eingefügt. Seit Dezember 2020 ist Ecosia in Apples Browser Safari als optionale Suchmaschine integriert. Seit Januar 2021 ist Ecosia im Brave Browser als Standardsuchmaschine wählbar.

### Einsatz bei Universitäten
Aufgrund des positiven Umwelteinflusses entschieden sich einige Universitäten dazu, die Suchmaschine auf ihren Computern zu verwenden, darunter die University of the West of England, University of Glasgow, University of Edinburgh, University of Leeds, University of York, Swansea University, University of Lincoln (Großbritannien) und die Vrije Universiteit Amsterdam.

## Ausgaben und Naturschutz

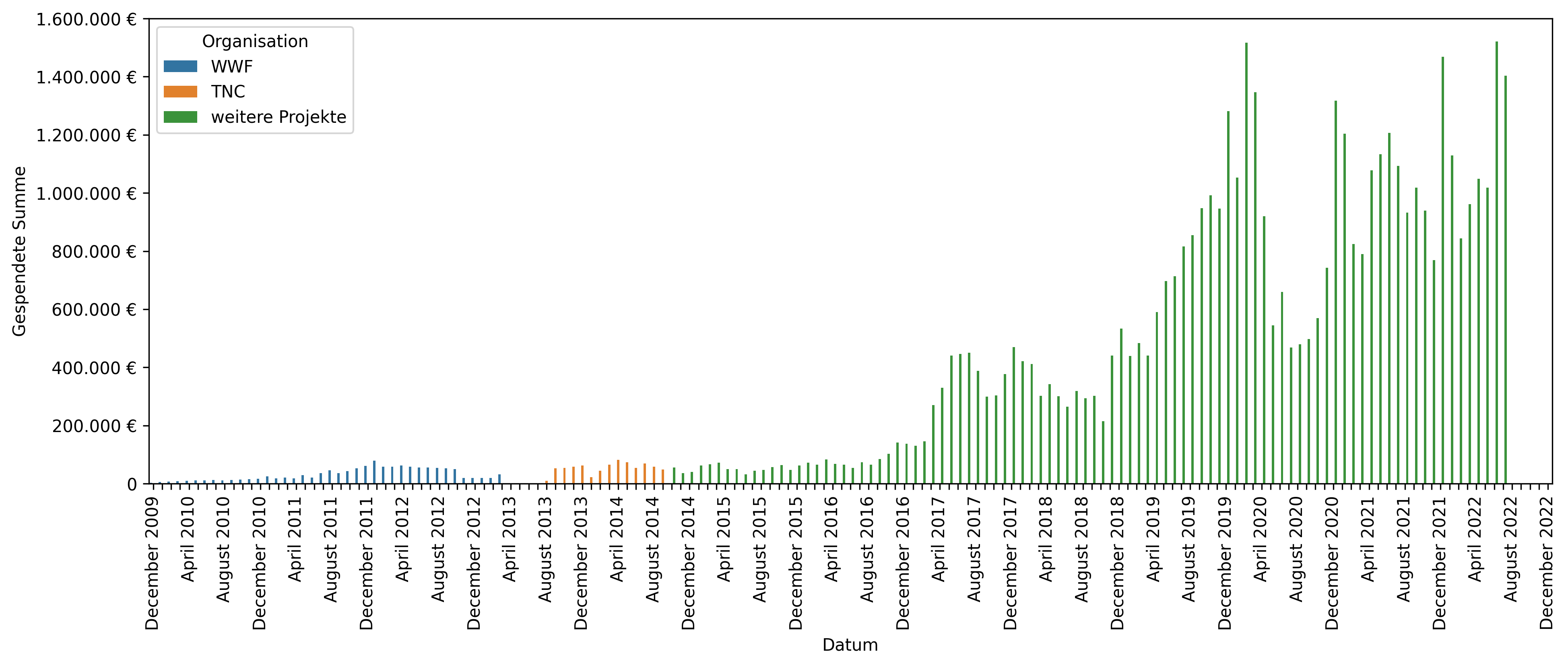
Monatliche Spenden von Ecosia an Baumpflanzungsprojekte seit Dezember 2009.

Die erzielten Überschüsse fließen an unterschiedliche Naturschutzorganisationen, so z. B. an The Nature Conservancy, die sich der Wiederaufforstung in der Mata Atlântica, dem atlantischen Regenwald von Brasilien, widmeten, oder an das „Greening the Desert“-Projekt von WeForest, durch das in Burkina Faso Bäume gepflanzt werden. Auch gingen Spenden an Schutzprogramme des WWF Deutschland für den Juruena-Nationalpark im Amazonas und den Nationalpark Tumucumaque im Bergland von Guayana, Brasilien.
|                | 2014         | 2015         | 2016         | 2017         | 2018         | 2019         | 2020         | 2021         | 2022         | 2023         | 2024         |
| Summe pro Jahr | 132.000 €    | 655.970 €    | 1.013.291 €  | 4.051.652 €  | 4.145.097 €  | 9.252.027 €  | 10.179.517 € | 12.475.759 € | 14.563.670 € | 10.231.266 € | 8.754.889 €  |
| Summe gesamt   | 75.455.138 € | 75.455.138 € | 75.455.138 € | 75.455.138 € | 75.455.138 € | 75.455.138 € | 75.455.138 € | 75.455.138 € | 75.455.138 € | 75.455.138 € | 75.455.138 € |
| -------------- | ------------ | ------------ | ------------ | ------------ | ------------ | ------------ | ------------ | ------------ | ------------ | ------------ | ------------ |

## Datenschutz
Seit September 2014 nutzt Ecosia die verschlüsselte Variante von HTTP, nämlich HTTPS.
2018 wurde in einem Test kritisiert, dass die Android-App entgegen dem Werbeversprechen eine Verbindung zu Facebook aufbaute. Dabei wurden unter anderem Hardwaremerkmale und die Google Advertising ID (personalisierte Werbung) übertragen.
Ecosias Datenschutz unterliegt dem deutschen Recht. Bis Mitte 2023 wurden die Nutzerdaten nach 7 Tagen gelöscht oder anonymisiert. Dem Partner Bing, der die Suchergebnisse bereitstellt, wurden neben den Suchanfragen und dem Abrufdatum auch die unkenntlich gemachte IP-Adresse, der Browser und die Spracheinstellung mitgeteilt. Mit Wirkung ab September 2023 wurde eine neue Datenschutzerklärung veröffentlicht, in der Ecosia ankündigt, zukünftig auch mit Google zusammenzuarbeiten, um personalisierte Suchergebnisse bereitzustellen. Nach vorheriger Bestätigung durch den Nutzer werden Ergebnisse von Google angezeigt, hierzu wird ein Cookie gesetzt und Daten wie die IP-Adresse und die Suchanfragen übertragen. Wenn der Verwendung von Google widersprochen wird, nutzt Ecosia stattdessen Microsoft Bing und liefert nicht personalisierte Suchergebnisse. Ecosia sei jedoch vertraglich dazu verpflichtet, die IP-Adresse und die Suchanfragen an Bing weiterzuleiten; Ecosia selbst werde diese Informationen jedoch nicht zur Profilbildung verwenden, zumindest nicht ohne Zustimmung.

## Rezensionen
Eine frühe Kritik aus dem Jahr 2010 von Die Zeit spricht von einem Diskurs unter Umweltschützern, inwiefern eine Suchmaschine überhaupt umweltfreundlich sein könne, unter anderem da die Server von Yahoo und Bing nicht mit regenerativen Energien betrieben wurden. Auch monierten Nutzer ungenaue und überzogene Werbeversprechen. Die Zeit urteilte: „‚Grün‘, das steht fest, ist die Ecosia-Suche nur indirekt – aber ‚ecosia betrug‘ ist dann doch ein bisschen harsch.“ In einem Test von Stiftung Warentest schnitt die Suchmaschine 2019 mit dem Urteil befriedigend ab und landete auf dem dritten Platz. Futurezone berichtete 2021 über Zweifel an der Wirksamkeit einer durch Ecosia gepflanzten Monokultur in Madagaskar; zudem wurde der Datenschutz in den Apps kritisiert, basierend auf einem Test von Mobilsicher. Die Arbeitsbedingungen und die Transparenz wurden gelobt. Netzpolitik.org urteilte Ende 2022 größtenteils positiv über die Suchmaschine. Ecosia nutze kein externes Tracking. Das Unternehmen sei ein Sozialunternehmen und habe keine eigene Gewinnerzielungsabsicht, denn die Gewinne würden in Umweltprojekte investiert. Hilfreich sei die praktische Browser-Erweiterung für alle gängigen Browser.

## Auszeichnungen
- Gründerwettbewerb – IKT Innovativ des Bundesministerium für Wirtschaft und Technologie 2010[56]
  - Preis IKT innovativ
  - Sonderpreis Green IKT
- Preis der Umweltallianz Sachsen-Anhalt in der Kategorie „Nachhaltigste Produktentwicklung“ 2010[57]
- 1. Platz beim KarmaKonsum Gründer-Award 2011[58]
- 2. Platz beim EY Public Value Award 2018[59]
- Deutscher Nachhaltigkeitspreis für Unternehmen 2021[60]